# فرانك كونر
فرانك كونر (بالإنجليزية: Frank Conner)‏ هو لاعب كرة مضرب أمريكي، ولد في 11 يناير 1946 في فيينا في النمسا.

## وصلات خارجية
- فرانك كونر على موقع رابطة لاعبي الغولف المحترفين (الإنجليزية)
- فرانك كونر على موقع رابطة محترفي التنس (الإنجليزية)